# John Manners, Marquess of Granby

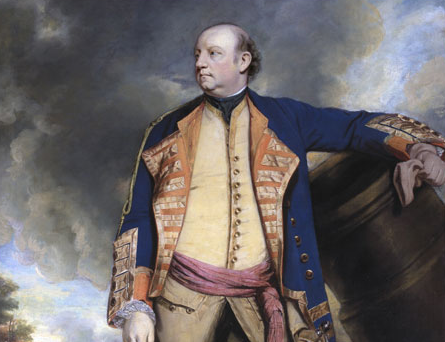
Joshua Reynolds: John Manners, Marquess of Granby (1765)

John Manners, Marquess of Granby PC (* 2. Januar 1721 in Kelham; † 18. Oktober 1770 in Scarborough) war ein britischer Generalleutnant im Siebenjährigen Krieg und Oberbefehlshaber der britischen Armee. 

## Leben

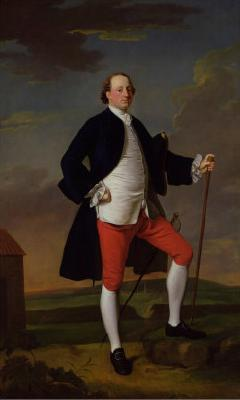
Allan Ramsay: John Manners, Marquess of Granby (1745)

Er war der älteste Sohn des John Manners, 3. Duke of Rutland aus dessen Ehe mit Hon. Bridget Sutton, Tochter des Robert Sutton, 2. Baron Lexinton. Als Heir apparent seines Vaters führte er seit Geburt den Höflichkeitstitel Marquess of Granby. Er wurde am Eton College und am Trinity College der Universität Cambridge ausgebildet.
Von 1741 bis 1754 war er als Abgeordneter für das von seiner Familie dominierte Borough Grantham in Lincolnshire Mitglied des House of Commons. Von 1754 bis 1770 gehörte er dem House of Commons als Knight of the Shire für Cambridgeshire an.
1745 hob sein Vater anlässlich des Jakobitenaufstands von 1745 auf seinen Ländereien ein Freiwilligenregiment, die Leicestershire Blues aus, zu dessen Colonel John Manners ernannt wurde. Das Regiment wurde lediglich zum Garnisonsdienst in Newcastle eingesetzt. Der junge Manners ging aber als Freiwilliger in die Dienste des Duke of Cumberland and Strathearn und nahm in der letzten Phase der Niederschlagung des Aufstandes aktiv teil. Bald darauf wurde sein Regiment aufgelöst. Manners behielt aber seinen Titel und nahm 1747 am Feldzug in Flandern teil.
Manners galt in seinem Privatleben als Lebemann. Es war von Freizügigkeit und Liebesaffairen geprägt. Ihm werden in den 40er Jahren des 18. Jahrhunderts zwei illegitime Kinder zugeschrieben, die er mit einer unbekannten Mätresse zeugte. Am 3. September 1750 heiratete er Lady Frances Seymour (1728–1761), Tochter von Charles Seymor, 6. Duke of Somerset. Sie hatten sechs Kinder.
1752 schlug die Regierung unter Henry Pelham König Georg II. Manners als Colonel des angesehenen Kavallerieregiments Royal Horse Guards („The Blues“) vor. Hiermit sollte die Unterstützung der zweiten Pelham-Regierung durch dessen Familie im Parlament gesichert werden. Der König aber lehnte anfangs die Ernennung mit dem Hinweis ab, dass Manners ein Trunkenbold und Rabauke sei. Granby tat sich unterdessen durch seine Abgeordnetentätigkeit im House of Commons hervor. König Georg schätzte Manners zusehends, während dieser die erste Newcastle-Regierung im Unterhaus unterstützte. Im März 1755 wurde Granby in den Rang eines Major-General befördert. Schließlich wurde er im Mai 1758 doch noch Colonel der „Blues“.

### Siebenjähriger Krieg

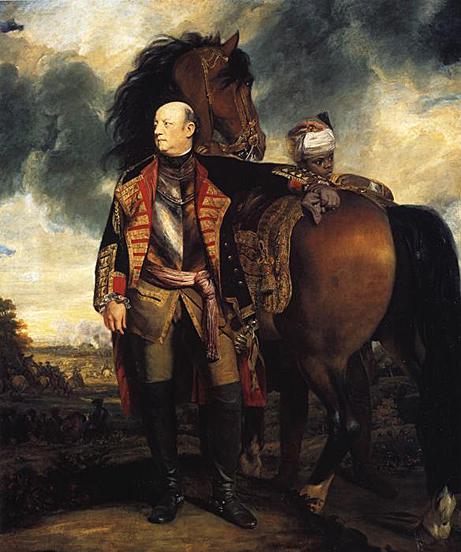
Manners als Colonel der „Blues“ – von Joshua Reynolds nach dem Siebenjährigen Krieg gemalt.

Seine Ernennung folgte zu der Zeit, als Großbritannien mit einer größeren Streitmacht seine deutschen Alliierten im Siebenjährigen Krieg unterstützte. Das Königreich war nicht zuletzt durch seine Personalunion mit dem Kurfürstentum Braunschweig-Lüneburg an der Verteidigung Nordwestdeutschlands gegen Franzosen, Sachsen und Reichsarmee interessiert. Manners wurde Befehlshaber einer Brigade, wurde zweiter Befehlshaber des Feldzuges von Oktober 1758 und stieg im Februar 1759 zum Lieutenant-General auf. Während der Schlacht bei Minden 1759 gehörte er zu den Kavallerieführern, die in einem entscheidenden Moment vom Befehlshaber Lord George Sackville nicht in die Schlacht geschickt wurden, obwohl vom Oberbefehlshaber Herzog Ferdinand von Braunschweig-Wolfenbüttel ausdrücklich verlangt. Sackville stand in persönlicher Rivalität mit Manners. In der Folge wurde Sackville durch Manners als Befehlshaber für die 32.000 Mann britische Truppen in Deutschland Anfang 1760 abgelöst. Manners wurde auch Sackvilles Nachfolger in der Position des „Lieutenant-General of the Ordnance“, eine Stellvertreterposition im Board of Ordnance, der militärischen Behörde für Ausrüstung und Nachschub. Manners griff Sackville nicht grundsätzlich für sein Fehlverhalten an, bezeugte allerdings, dass sein Befehlshaber die Kavallerie zu langsam vorgehen ließ. Der Schuldspruch für Sackville prägte dessen Einstellung endgültig negativ gegen Manners.
Am 31. Juli 1760 führte Manners die Rehabilitation der britischen Kavallerie herbei, indem er bei der Schlacht bei Warburg durch einen Sturmangriff 1500 französische Gefangene machte und zehn Geschütze erbeutete. Der schon in den Fünfzigern fast glatzköpfige Manners, der aber auch keine Perücke tragen wollte, verlor bei diesem Angriff seinen Dreispitz, was in die englische Sprache mit der Redewendung „going bald-headed“ („glatzköpfig werden“ = „ungestüm vorgehen“) einging.
Manners konnte sich am 15. Juli 1761 in der Schlacht bei Vellinghausen erneut auszeichnen. Einen Tag später führte er eine erfolgreiche Konterattacke gegen die Franzosen. Der französische Oberbefehlshaber Victor-François de Broglie war so sehr von Manners Leistung beeindruckt, dass er beim britischen Maler Joshua Reynolds nach dem Krieg ein Porträt in Auftrag gab.
Auch während seines letzten Feldzuges mit Gefechten bei Gravenstein, Wilhelmstal, Gudensberg und Kassel zeichneten sich Manners Soldaten aus. Seine letzte Aktion war bei der Brücker Mühle bei Amöneburg, wo er zwei Brigaden zur Unterstützung des hannoverschen Generals Christian von Zastrow einsetzte.

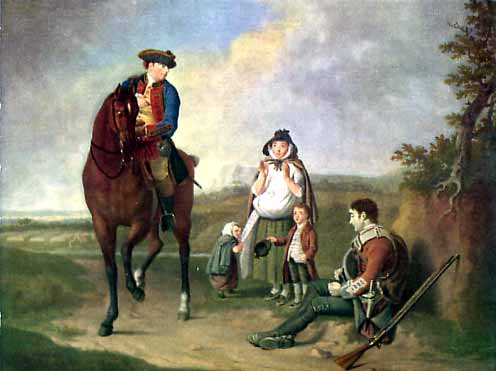
Edward Penny: Der Marquess of Granby hilft einem kranken Soldaten (ca. 1765). Beispiel einer populistischen Darstellung Granbys

Manners militärische Leistungen im Felde standen nicht im Einklang mit seinen administrativen Leistungen. Hierzu zählte auch die Militärverwaltung. Sein Kommissariat im Winterfeldzug 1760–1761 wurde durchaus negativ eingeschätzt. Vor allem sein undiszipliniertes Verhalten brachten ihm Kritik. Sein Zeitgenosse Lord Frederick Cavendish bezeichnete ihn als unfähig zu kommandieren. Die öffentliche Meinung hingegen ließ sich von seinem militärischen Glanz nachhaltig beeindrucken.

„Prince Ferdinand received all his directions from my Lord Granby, who is the mob's hero.“

### Der Politiker Manners
Nach dem Krieg hielt sich Manners aus der Parteipolitik heraus, unterstützte jedoch die Newcastle-Regierung, indem er den Friedensvertrag von Paris lobte. Seine Unterstützung von George Grenville für das Amt des Premierministers brachte ihm nach Amtsantritt von Grenville am 1. Juli 1763 die Position des Master-Generals of the Ordnance.
Zunächst unterstützte Manners die Regierung, 1765 aber sprach er sich gegen die Entlassung von Armeeoffizieren aus und stimmte im Parlament mit der Opposition. Im Mai 1765 bat George Montagu-Dunk, 2. Earl of Halifax, beim König vergeblich um die Ernennung von Manners zum Oberbefehlshaber der Armee. Ziel war es, den populären Militär bei der Niederschlagung eines Seidenweber-Aufstandes einzusetzen. Aber Georg III. lehnte ab und übertrug die Aufgabe an seinen Bruder William Augustus, Duke of Cumberland. Manners Position blieb stark, hielt er doch seine Position als Master-General auch unter der von ihm nicht unterstützten Rockingham-Regierung.
Erst unter der Regierung von William Pitt wurde Manners Oberbefehlshaber der britischen Armee (13. August 1766). Trotz Rücktrittsgerüchten nahm er aktiv an der Wahlkampagne 1768 teil und schaffte es durch Zahlungen, dass die Rutland-Sitze auf sieben erhöht wurden. Mit dem Rücktritt von Pitt kam Granby allerdings in eine isolierte Stellung unter der Grafton-Regierung. Der populäre Militär verstrickte sich auch in die Folgen der North-Briton-Affäre, die mehrfache Aberkennung des Parlamentssitzes von John Wilkes in Middlesex zur Folge hatte. Regierung wechselte hierbei immer wieder die Seiten. Die einflussreichen anonymen Briefe des Junius beschuldigten Manners der persönlichen Korruption. Sein Freund William Draper schrieb vergeblich gegen Junius an.

### Austritt aus der Politik und Tod
Aber nicht die Angriffe von Junius, sondern die Rückkehr von Pitt in die Politik brachten Granby in die Situation, die Politik zu verlassen. Regierung respektierte Pitt und John Calcraft konnte ihn davon überzeugen, mit der Grafton-Regierung zu brechen. Am 9. Januar 1770 wechselte er wiederholt seine Meinung zur Absetzung von Wilkens und trat von seinen Positionen als „commander-in-chief“ und als „master-general of the ordnance“ zurück. Er behielt nur seine Position als Colonel of the Regiment der „Blues“.
Seiner einträglichen Ämter entledigt geriet Manners in den Druck seiner Kreditgeber. Im Sommer 1770 unterstützte er vergeblich die Wahlkampagne von George Cockburne bei einer Nachwahl in Scarborough.
Manners erkrankte in diesen Monaten schwer. Obwohl er zunächst genas, starb er am 18. Oktober 1770 in Scarborough, Yorkshire, an „Gicht im Magen“. Da er vor seinem Vater verstarb, erbte er nie dessen Peerstitel. Diese fielen schließlich 1779 an seinen Sohn Charles als 4. Duke of Rutland.

## Nachkommen
- George Manners (1746–1772) (illegitim);
- Anne Manners (* vor 1750) (illegitim) ⚭ John Manners-Sutton (1752–1826);
- John Manners, Lord Ross (1751–1760);
- Lady Frances Manners (1753–1792), ⚭ (1) 1772–1777 George Carpenter, 2. Earl of Tyrconnell, ⚭ (2) 1777 Philip Leslie alias Anstruther;
- Charles Manners, 4. Duke of Rutland (1754–1787);
- Lady Catherine Manners († jung);
- Lord Robert Manners (1758–1782), Captain der Royal Navy;
- Lady Caroline Manners († jung).